# Presidente de la Comisión Especial Revisora del Código Penal 2008-2009
El día 12 de marzo de 2008, el pleno del Congreso de la República del Perú eligió por unanimidad al Dr. Carlos Torres Caro como Presidente de la Comisión Especial Revisora del Código Penal creada mediante Ley N° 29153 de fecha 16 de diciembre del año 2007 y ampliada a diciembre de 2009 mediante Ley N° 29295. La Comisión, integrada por los más importantes penalistas del Perú en representación de distintas instituciones del Estado peruano, tiene por objeto revisar el Código Penal de 1991 y presentar un Anteproyecto de Ley de Reforma.
El esfuerzo desplegado a lo largo de este tiempo se materializó en la aprobación del Título Preliminar y la Parte General del Código Penal, trabajo que mereciera su publicación y presentación en el marco de la Audiencia Pública y Seminario Internacional que se llevó a cabo en el Palacio Legislativo peruano en julio de 2009. En este trabajo se plasmó el objetivo de erradicar la sobrecriminalidad, tipificar la imprescriptibilidad de los delitos de lesa humanidad y, sobre todo, se puso énfasis en el respeto pleno a los Derechos Humanos plasmados en las últimas tendencias de la dogmática penal.
- Datos: Q6085553